# Перегон (Екатеринбург)
Перего́н — микрорайон в составе Верх-Исетского района города Екатеринбурга в  Свердловской области, бывший посёлок. Расположен при одноимённом обгонном пункте Свердловской железной дороги.

## Географическое положение
Микрорайон Перегон расположен в Верх-Исетском районе Екатеринбурга, на правом берегу реки Решётки (правый приток реки Исети), в 2 километрах от её устья. Здесь расположен обгонный пункт Перегон Свердловской железной дороги направления Москва — Казань — Екатеринбург. Расстояние до центра Екатеринбурга — 15 километров, до центра бывшего Северского поселкового совета посёлка Северка — 5 километров. Ближайшие населённые пункты: Палкинский Торфяник, Северка, отдалённый жилой район (микрорайон) г. Екатеринбурга Палкино.

## История
До включения в состав МО «город Екатеринбург» посёлок Перегон входил в состав Северского поселкового совета г. Первоуральск.
15 мая 1991 года включён в состав г. Свердловска решением Свердловского горсовета № 183 в состав Верх-Исетского района.
9 декабря 2014 года был назначен опрос жителей по вопросу присоединения посёлка к городу Екатеринбургу. Протокол опроса был утвержден 10 марта 2015 года.
11 февраля  2016 населённый пункт был упразднён и включён в городскую черту Екатеринбурга.

## Население
По переписи 2010 года посёлок не имеет постоянного населения.
| 2002 | 2009 | 2010 |
| ---- | ---- | ---- |
| 0    | →0   | →0   |